# 因弗內斯 (蒙大拿州)
因弗內斯（英語：Inverness）是位於美國蒙大拿州希爾縣的普查規定居民點。

## 歷史
因弗內斯的郵局自1909年營運至今。

## 人口
根據2020年美國人口普查的數據，因弗內斯的面積為10.10平方千米，皆為陸地。當地共有人口77人，而人口密度為每平方千米7.62人。